# Strawberry (condado de Tuolumne)
Strawberry es un lugar designado por el censo ubicado en el condado de Tuolumne en el estado estadounidense de California. En el año 2010 tenía una población de 86 habitantes.

## Geografía
Strawberry se encuentra ubicado en las coordenadas 38°11′57.66″N 120°0′33.47″O / 38.1993500, -120.0092972.